# Sinistra Indipendente
La Sinistra Indipendente (en español: Izquierda Independiente) fue un movimiento político y Grupo parlamentario italiano formado por personas que, si bien habían sido elegidos en listas de los partidos de izquierdas, no eran militantes ni seguían la disciplina de los mismos. 
El grupo fue concebido como un espacio de confluencia política entre los partidos de izquierda tradicionales y la izquierda social. Así los partidos de izquierdas cedían puestos en sus listas electorales a miembros de los nuevos movimientos sociales, intelectuales y gentes del mundo de la cultura, sin exigirles disciplina de voto en las instituciones. Casi todos los miembros del grupo fueron elegidos por las listas del Partido Comunista Italiano (PCI), aunque también hubo algunos que lo fueron por las listas del PSI. El movimiento se dotó de un grupo parlamentario y de una estructura organizativa propia, paralela a la del PCI. 
Durante la historia de la Sinistra Indipendente, que va desde 1967-68 hasta la disolución del PCI, la relación con este varió en múltiples ocasiones, teniendo momentos de gran entendimiento y momentos de enfrentamiento. Además la gran heterogeneidad del movimiento, sobre todo las diferencias entre laicos y cristianos, provocó fuertes polémicas al interno del grupo en ocasión del debate sobre leyes como la del aborto o la del divorcio. 

## Algunos políticos de Sinistra Indipendente
- Eduardo De Filippo
- Gino Paoli
- Giulio Carlo Argan
- Carlo Levi
- Altiero Spinelli
- Laura Balbo
- Ferruccio Parri
- Stefano Rodotà
- Andrea Barbato
- Wladimiro Dorigo
- Giuseppe Fiori
- Mario Gozzini
- Raniero La Valle
- Ettore Masina
- Adriano Ossicini
- Guido Rossi
- Luigi Spaventa
- Vincenzo Visco
- Franco Antonicelli